# إنغلبرت كمبفر
كان إنغلبرت كَمبفر (16 سبتمبر 1651 - 2 نوفمبر 1716) عالمًا طبيعيًا وطبيبًا ومستكشفًا وكاتبًا ألمانيًا اشتهر بجولته في روسيا وبلاد فارس والهند وجنوب شرق آسيا واليابان بين عامي 1683 و1693.
كتب كتابين عن أسفاره. Amoenitatum exoticarum، الذي نُشر عام 1712، دون فيه ملاحظاته الطبية وأول وصف شامل للنباتات اليابانية (Flora Japonica). كان كتابه الثاني "تاريخ اليابان"، الذي نُشر بعد وفاته عام 1727، المصدر الرئيسي للمعرفة الغربية عن بلاد اليابان طوال القرنين الثامن عشر ومنتصف القرن التاسع عشر، عندما كانت اليابان مغلقة أمام الأجانب.